# Parafia bł. Karoliny Kózki w Rzeszowie
Parafia bł. Karoliny Kózki w Rzeszowie – parafia rzymskokatolicka w diecezji rzeszowskiej w dekanacie Rzeszów Południe. 

## Historia
10 listopada 1995 roku dekretem bpa Kazimierza Górnego została erygowana nową parafia pw bł. Karoliny Kózki, z wydzielonego terytorium parafii: św. Rodziny, św. Mikołaja i Narodzenia Najświętszej Maryi Panny. 24 sierpnia 1998 roku pierwszym proboszczem został ks. Jan Krynicki. 
W listopadzie została zbudowana kaplica przy ul. Dukielskiej, którą 22 listopada 1998 roku poświęcił bp Kazimierz Górny. W latach 1999–2007 zbudowano kościół i obiekty towarzyszące. 10 czerwca 2007 roku bp Kazimierz Górny poświęcił kościół. 18 listopada 2021 roku bp Kazimierz Górny dokonał konsekracji kościoła.

## Proboszczowie parafii
| Lata         | Proboszcz        |
| ------------ | ---------------- |
| 1998–obecnie | ks. Jan Krynicki |

## Terytorium parafii
Teren parafii obejmuje ulice:
- Anny German
- Baligrodzka
- Biecka
- Błogosławionej Karoliny
- Brzozowska
- Dukielska
- Franciszka Kotuli (numery parzyste)
- Iwonicka
- Jana Wiktora
- Korczyńska
- Kościelna
- Krajobrazowa (numery 19, 21, 23, 26,26a, 26b, 28, 30)
- Krakowska (domy)
- Krośnieńska
- Krynicka
- Leska
- Marka Grechuty
- Niemena
- Niżańska
- Nowosądecka
- Odrzykońska
- Sanocka
- Solińska
- Sędziszowska
- Strzyżowska
- Strzelnicza (numery parzyste od 18)
- Św. Jana z Dukli
- Tadeusza Hebdy
- Ustrzycka
- Wyspiańskiego
- Żmigrodzka